# Бокс в Казахстане
Бокс в Казахстане является одним из самых популярных видов спорта. Из мировых звёзд бокса, представляющих Казахстан, выделяются Серик Сапиев, Василий Жиров, Данияр Елеусинов и Геннадий Головкин. Казахстанские спортсмены добились в боксе впечатляющих результатов. В любительских соревнованиях Казахстан входит в топ-10 в общем зачёте по олимпийским медалям в любительском боксе. А среди профессионалов можно выделить неоднократного чемпиона мира Геннадия Геннадьевича Головкина, обладателя золота Олимпийских игр 1996 года и Кубка Вэла Баркера Василия Жирова, и чемпиона мира в первом тяжёлом и полутяжелом весах Бейбута Шуменова, а также действующего чемпиона мира по боксу по двум версиям в среднем весе Жанибека Алимханулы.

## История

### Основание
Первая секция бокса в Казахстане была организована в спортобществе «Темп» (Алма-Ата); в 1933 году по инициативе основоположника казахстанского бокса Шохра Болтекулы (первого мастера спорта по боксу Казахской ССР) этот вид спорта стали развивать в алма-атинских спортобществах «Динамо», «Спартак», «Медик» и в карагандинском обществе «Угольщик». В 1937 году впервые было проведено лично-командное первенство города Алма-Аты с участием 50 спортсменов трех спортивных обществ. Массовое развитие бокс в республике получил в 1946 году. В 1947 году в Москве на чемпионате СССР дебютировала команда Казахской ССР, которую возглавлял Шохр Болтекулы: Махмут Омаров стал бронзовым призёром, Аскар Усенов занял четвёртое место. В 1953 году дошёл до финала Геннадий Рожков, который в том же году стал призёром соревнований на Всемирном фестивале молодежи и студентов в Бухаресте и стал первым уроженцем Казахской ССР — советским участником международных соревнований.
Притоку коренной молодёжи в учебные группы способствовали тренеры Давлеткерей Муллаев («Динамо») и Шохр Болтекулы («Спартак»), также боксёров готовила секция под руководством тренера Александра Инфланда. В 1948 году бокс вошёл в программу первой Спартакиады республик Средней Азии (Казахская, Киргизская, Узбекская, Туркменская и Таджикская ССР). Соревнования проходили ещё четыре раза в 1950 (Алма-Ата), 1952 (Ашхабад), 1954 (Ташкент) и 1957 годах (Фрунще). Во всех случаях побеждали спортсмены Казахской ССР: чемпионами в разные годы становились Махмут и Максут Омаровы, Семен Либерман, Михаил Ляхов, Густав Кирштейн, Анатолий Титов, Леонид Скролис, Виктор Садчиков, Николай Макарцев, Игорь Иванов, Борис Тычинин, Владимир Лопатников. Четырехкратными чемпионами спартакиады становились: Аскар Усенов, Искандер Хасанов и Геннадий Рожков. Созданная в 1941 году Федерация бокса Казахской ССР вошла в 1959 году в Федерацию бокса СССР.

### Боксёры и тренеры
Известные по выступлениям на чемпионатах СССР и Спартакиадах народов СССР боксёры:
- Игорь Иванов
- Виктор Каримов
- Анатолий Кадетов
- Махмут Омаров
- Максут Омаров
- Борис Тычинин
- Иосиф Гильдин
- Владимир Лопатников
- Абдысалан Нурмаханов
- Леонард Тришкин
- Станислав Тынысбеков
- Владимир Каримов
- Бахтай Сапеев
- Марат Шалабаев
- Анатолий Торопов
- Саин Аратаев
- Казбек Ашляев
- Александр Богатюк
- Болат Сагындыков
- Казбек Байгулов
- Леонид Тлеубаев
- Ильяс Бахтыбаев
- Жандос Кукумов
- Абдрашит Абдрахманов
- Александр Аникин
- Виктор Бортновский
- Олег Гуров
- Виктор Минаков
- Борис Кашевин

Известные тренеры боксёров Казахской ССР:
- Менгерей Хайрутдинов
- Искандер Хасанов
- Геннадий Рожков
- Густав Кирштейн
- Геннадий Рехерт
- Николай Ли
- Станислав Болдырев
- Эдуард Матросов

### 1960-е годы
В 1959 году на Спартакиаде народов СССР 4-е место заняла сборная Казахской ССР: чемпионский титул завоевал в одной из категорий Анатолий Кадетов; также завоевали серебряную медаль Максут Омаров и бронзовую награду Абдысалан Нурмаханов. В 1963 году на играх ГАНЕФО в Джакарте победу одержал супертяжеловес Нурмаханов, завоевавший на чемпионатах СССР две серебряных и три бронзовых медали, а также выигравший ряд международных турниров в Дании, Венгрии и ФРГ. В 1968 году стал первым заслуженным мастером спорта СССР из боксёров Казахской ССР. Более 20 лет старшим тренером сборной республики был заслуженный тренер Казахстана Искандер Хасанов.